# Полянцев, Николай Иванович
Николай Иванович Полянцев (21 февраля 1929, село Грушёвка, СССР — 18 января 2023, посёлок Персиановский, Россия) — советский и российский учёный-ветеринар.

## Биография
Родился 21 февраля 1929 года в селе Грушёвка (Ставропольский край) в крестьянской семье. В 1947 году  окончил Александровский сельскохозяйственный техникум. После двух лет работы на производстве продолжил учебу на ветеринарном факультете Ставропольского СХИ и окончил его в 1954 г. с отличием. В 1954—1956 гг. работал в совхозе «Юдинский» Калининградской области главным ветеринарным врачом. С 1957 по 1959 гг. — аспирант кафедры акушерства Казанского ветинститута. Под руководством выдающегося ученого, члена-корреспондента ВАСХНИЛ А. П. Студенцова выполнил и в 1961 г. защитил кандидатскую диссертацию на тему «Применение быков-пробников как метод профилактики искусственно приобретенного бесплодия коров и телок». По завершении аспирантуры в течение двух лет работал на 

Курской с.-х. опытной станции заведующим отделом животноводства. В 1961 г. был приглашен тогдашним ректором — академиком П. Е. Ладаном в Новочеркасский зооветеринарный институт (ныне Донской госагроуниверситет), где за 5 лет прошел путь от ассистента до заведующего кафедрой акушерства; с 1988 по 2001 гг. возглавлял объединенную кафедру акушерства и хирургии. В последующие годы по настоящее время — профессор этой же кафедры.
В 1967 г. защитил докторскую диссертацию на тему «Профилактика бесплодия свиней организацией протеинового питания», в 1968 г. утвержден в ученом звании профессора. В 1998 г. избран действительным членом Международной академии ветеринарных наук.
Научная деятельность Н. И. Полянцева направлена на разработку теоретических основ и практических приемов интенсификации воспроизводства стада в скотоводстве и свиноводстве.
Под руководством проф. Н. И. Полянцева и при непосредственном его участии создан ряд диагностических, лечебных и профилактических средств (универсальный индикатор мастита «Дон-1», эмульсия йодвисмутсульфамида, ПИВС, свечи метромакс, йодмастагель, йодметрагель, йодвисмуткомплексонат, защитный крем для сосков-Гарант, вагосепт, эндобактерин, трансдермин и др.), большинство из которых используются в животноводстве и ветеринарии, их выпуск налажен на фармпредприятиях Ростовской области и за ее пределами.
Предложенная им в 80-е годы минувшего столетия система акушерско-гинекологической диспансеризации в скотоводстве при всесторонней поддержке ГУВ МСХ СССР была внедрена во многих регионах страны с высоким экономическим эффектом.
Н. И. Полянцевым разработана отечественная программа биотехнического контроля воспроизводства стада, в основу которого положен селективный принцип применения биорегуляторов половой функции. Он вскрыл ключевую роль иммунной системы в развитии дисфункций яичников и матки, что предопределило принципиально новые подходы к терапии и профилактике так называемого функционального бесплодия.
Список научных трудов проф. Н. И. Полянцева включает 375 наименований, в их числе 20 книг, 30 учебных и учебно-методических пособий, десятки рекомендаций союзного, республиканского, областного масштаба, 12 авторских свидетельств и патентов на изобретения.
Наибольшую известность получили его книги «Практические советы по борьбе с яловостью коров» (3 издания), «Акушерско-гинекологическая диспансеризация на молочных фермах» (2 издания), «Воспроизводство в промышленном животноводстве», «Воспроизводство в скотоводстве и свиноводстве», «Акушерство и биотехника размножения животных» (учебное пособие), «Мастит коров» (2 издания), «Технология воспроизводства племенного скота» (2 издания), «Акушерство, гинекология и биотехника размножения животных» (учебник и практикум для ВУЗов), «Акушерство, гинекология и биотехника размножения животных» (учебник для  колледжей), « Практикум по содержанию и эффективному использованию молочных коров» ( учебное пособие)
Н. И. Полянцев неоднократно выезжал за границу для участия в работе международных форумов по ветеринарии (XIX, XXI, XXIV Всемирные ветеринарные конгрессы, VI и VIII Международные конференции по болезням животных), где достойно представлял отечественную ветеринарную науку, отмечен почетными дипломами. Много лет состоял членом ветеринарного фармакологического совета при МСХ СССР, принимал активное участие в апробации новых лекарственных средств — отечественных и зарубежных. Проводил большую работу по распространению научных знаний, участвуя в союзных, республиканских, региональных совещаниях и конференциях, семинарах, выступал по радио и телевидению.
На всем протяжении научно-педагогической деятельности неизменно выступал инициатором совершенствования всех звеньев учебного процесса, включая использование технических средств обучения. Многие поколения выпускников факультета ветеринарной медицины и зооинженерного факультета ДонГАУ знают и ценят его за высокое педагогическое мастерство, эрудицию, требовательность, принципиальность .
Достижения проф. Н. И. Полянцева в научной и учебно-методической работе неоднократно демонстрировались на ВДНХ СССР, отмечены двумя серебряными и пятью бронзовыми медалями, рядом дипломов.
Проф. Н. И. Полянцев является создателем научной школы ветеринарных акушеров; под его руководством выполнено и защищено 2 докторские и 14 кандидатских диссертаций.
Скончался 18 января 2023 года.